# Liste der größten Unternehmen in Argentinien
Die Liste der größten Unternehmen in Argentinien enthält die vom Wirtschaftsmagazin Latin Trade in der Liste „Top 500 Companies in Latin America“ veröffentlichten  umsatzstärksten Unternehmen in Argentinien (ohne Banken und Versicherungen). In der Tabelle aufgeführt sind auch der Hauptsitz, der Nettogewinn, die Anzahl der Mitarbeiter und die Branche. Die Zahlen sind in Millionen US-Dollar angegeben und beziehen sich auf das Geschäftsjahr 2006.
| Rang | Rang Top 500 | Name                              | Hauptsitz     | Umsatz (Mio. $) | Gewinn (Mio. $) | Mitarbeiter | Branche           |
| ---- | ------------ | --------------------------------- | ------------- | --------------- | --------------- | ----------- | ----------------- |
| 1.   | 13.          | Techint                           | Buenos Aires  | 15.932,0        | ...             | 44.900      | Mischkonzerne     |
| 2.   | 28.          | YPF                               | Buenos Aires  | 8.296,1         | 1.442,4         | ...         | Öl und Gas        |
| 3.   | 38.          | Tenaris S.A.                      | Buenos Aires  | 7.727,7         | 2.059,4         | 21.751      | Stahl             |
| 4.   | 47.          | Ternium                           | Buenos Aires  | 6.569,0         | 996,0           | 18.300      | Stahl             |
| 5.   | 89.          | Petrobras Energía                 | Buenos Aires  | 3.801,0         | 458,3           | 5.000       | Öl und Gas        |
| 6.   | 130.         | Cargill Argentina                 | Buenos Aires  | 2.818,8         | ...             | 3.600       | Nahrungsmittel    |
| 7.   | 154.         | Telecom Argentina                 | Buenos Aires  | 2.406,8         | 79,0            | 13.944      | Telekommunikation |
| 8.   | 166.         | Bunge Argentina                   | Buenos Aires  | 2.200,0         | ...             | 1.049       | Nahrungsmittel    |
| 9.   | 167.         | Norte                             | Buenos Aires  | 2.196,8         | ...             | ...         | Einzelhandel      |
| 10.  | 176.         | Cencosud                          | Buenos Aires  | 2.064,0         | 41,0            | 24.600      | Einzelhandel      |
| 11.  | 202.         | Volkswagen Argentina              | Buenos Aires  | 1.765,6         | ...             | 3.673       | Automobile        |
| 12.  | 203.         | Pan American Energy               | Buenos Aires  | 1.731,3         | 532,4           | 1.134       | Öl und Gas        |
| 13.  | 213.         | Telefónica Móviles de Argentina   | Buenos Aires  | 1.659,8         | 475,9           | ...         | Telekommunikation |
| 14.  | 216.         | Siderar                           | Buenos Aires  | 1.643,0         | 434,3           | 4.700       | Stahl             |
| 15.  | 217.         | Ford Argentina                    | Buenos Aires  | 1.632,0         | ...             | 2.704       | Automobile        |
| 16.  | 219.         | LDC Argentina                     | Buenos Aires  | 1.600,4         | ...             | 407         | Nahrungsmittel    |
| 17.  | 223.         | Minera Alumbrera                  | Buenos Aires  | 1.590,0         | ...             | 1.262       | Bergbau           |
| 18.  | 225.         | Shell CAPSA                       | Buenos Aires  | 1.572,1         | −27,8           | 2.800       | Öl und Gas        |
| 19.  | 231.         | Arcor                             | Arroyito      | 1.529,2         | 52,3            | 18.000      | Nahrungsmittel    |
| 20.  | 243.         | CTI Móvil                         | Córdoba       | 1.430,1         | 275,7           | 1.760       | Telekommunikation |
| 21.  | 248.         | Telecom Personal                  | Buenos Aires  | 1.401,3         | 20,1            | 3.636       | Telekommunikation |
| 22.  | 255.         | Molinos Río de la Plata           | Buenos Aires  | 1.374,9         | 22,0            | ...         | Nahrungsmittel    |
| 23.  | 260.         | Aceitera General Deheza           | Buenos Aires  | 1.353,8         | 24,4            | 1.960       | Nahrungsmittel    |
| 24.  | 262.         | Tenaris-Siderca                   | Campana       | 1.340,0         | ...             | 4.300       | Stahl             |
| 25.  | 283.         | PSA Peugeot Citroën Argentina     | Buenos Aires  | 1.220,1         | ...             | 3.957       | Automobile        |
| 26.  | 285.         | Telefónica de Argentina           | Buenos Aires  | 1.212,6         | 71,8            | ...         | Telekommunikation |
| 27.  | 293.         | Quinsa                            | Quilmes       | 1.166,3         | 165,7           | ...         | Getränke          |
| 28.  | 364.         | Grupo Clarín                      | Buenos Aires  | 910,0           | ...             | 8.933       | Medien            |
| 29.  | 368.         | Acindar                           | Buenos Aires  | 899,4           | 195,5           | 4.000       | Stahl             |
| 30.  | 387.         | Renault Argentina                 | Buenos Aires  | 844,2           | 66,2            | 2.386       | Automobile        |
| 31.  | 403.         | Unilever de Argentina             | Buenos Aires  | 783,0           | ...             | 4.150       | Nahrungsmittel    |
| 32.  | 417.         | Aluar                             | Puerto Madryn | 751,1           | 172,6           | ...         | Aluminium         |
| 33.  | 442.         | Compañía Mega                     | Buenos Aires  | 684,1           | 192,8           | ...         | Öl und Gas        |
| 34.  | 471.         | Solvay Indupa S.A.I.C.            | Bahía Blanca  | 619,2           | 45,3            | ...         | Chemie            |
| 35.  | 474.         | Mastellone Hermanos               | Buenos Aires  | 612,3           | −25,7           | ...         | Nahrungsmittel    |
| 36.  | 476.         | Ceisa Argentina                   | Buenos Aires  | 606,5           | −8,1            | ...         | Telekommunikation |
| 37.  | 477.         | La Anónima                        | Buenos Aires  | 606,0           | 13,8            | ...         | Einzelhandel      |
| 38.  | 494.         | Agricultores Federados Argentinos | Rosario       | 568,3           | 9,7             | 1.040       | Nahrungsmittel    |